# Баскетбол на літніх Олімпійських іграх 2000
Змагання з баскетболу на літніх Олімпійських іграх 2000 в Сіднеї тривали з 16 вересня до 1 жовтня на двох аренах - Дом та Сідней-Супердом. Розіграно 2 комплекти нагород — у змаганнях жіночих та чоловічих збірних. У турнірі взяли участь по 12 жіночих та чоловічих команд, розбитих на групи по шість. За підсумками групових турнірів, до чвертьфіналу потрапили по чотири збірні, які розіграли медалі в матчах на вибування.

## Спортивні об'єкти
| Сідней            | Сідней            |
| ----------------- | ----------------- |
| Дом               | Сідней-Супердом   |
| Місткість: 10,000 | Місткість: 21,000 |
|                   |                   |

## Медалісти
| Дисципліна | Золото | Срібло | Бронза |
| ---------- | --- | --- | --- |
| Чоловіки   | США (USA) Шаріф Абдур-Рахім Рей Аллен Він Бейкер Вінс Картер Кевін Гарнетт Тім Гардуей Аллан Г'юстон Джейсон Кідд Антоніо Макдаєсс Алонзо Морнінг Гарі Пейтон Стів Сміт            | Франція (FRA) Джим Більба Янн Бонато Макан Діумассі Лоран Фуарест Тьєррі Гаду Сіріль Жульян Кроуфорд Палмер Антуан Рігодо Стефан Різаше Лоран Ск'ярра Мустафа Сонко Фредерік Вайс | Литва (LTU) Дайнюс Адомайтіс Гінтарас Ейнікіс Андрюс Гідрайтіс Шарунас Ясікявічюс Кястутіс Марчюльоніс Томас Масюліс Дарюс Масколюнас Рамунас Шишкаускас Дарюс Сонгайла Саулюс Штомбергас Міндаугас Тімінскас Еуреліюс Жукаускас |
| Жінки      | США (USA) Руті Болтон-Голіфілд Тереза Едвардс Йоланда Ґріффіт Чамік Голдскло Ліза Леслі Ніккі Мак-Крей Деліша Мілтон Кеті Сміт Доун Стейлі Шеріл Свупс Наталі Вільямс Кара Волтерс | Австралія (AUS) Карла Бойд Сандра Бронделло Тріша Фаллон Мішелл Ґріффітс Крісті Герровер Джо Гілл Лорен Джексон Енні Ла Флер Шеллі Сенді Рейчел Спорн Мішел Тіммс Дженні Віттл    | Бразилія (BRA) Жанет Аркейн Ілісейн Давід Ліліан Гонсалвес Елен Лус Сільвія Лус Клаудія Невес Алессандра Олівейра Адріана Пінту Адріана Сантус Сінтія Сантус Келлі Сантус Марта Собрал                                           |

## Кваліфікація
Кожен національний олімпійський комітет (НОК) міг виставити на регіональні турніри не більш як по одній чоловічій та жіночій збірній з 12-ти гравців. Чинні олімпійські чемпіони та країна-господарка клаліфікувалися автоматично. Путівки на чоловічий та жіночий турніри здобули переможці 5-ти континентальних першостей. Решту путівок серед чоловіків одержали другі медалісти чемпіонату Америки і чотири додаткові європейські збірні. Решту путівок серед жінок здобули другі та треті медалісти першості Америки і три додаткові європейські збірні.

### Баскетбол — чоловіки
| Африка | Америка    | Азія | Європа                             | Австралія й Океанія | Автоматично кваліфікувалися                                 |
| ------ | ---------- | ---- | ---------------------------------- | ------------------- | ----------------------------------------------------------- |
| Ангола | США Канада | КНР  | Італія Литва Франція Іспанія Росія | Нова Зеландія       | ФР Югославія – Чнмпіони світу Австралія – країна-господарка |

### Баскетбол — жінки
| Африка  | Америка              | Азія           | Європа                          | Австралія й Океанія | Автоматично кваліфікувалися                         |
| ------- | -------------------- | -------------- | ------------------------------- | ------------------- | --------------------------------------------------- |
| Сенегал | Куба Бразилія Канада | Південна Корея | Польща Франція Словаччина Росія | Нова Зеландія       | США – Чемпіонки світу Австралія – країна-господарка |

## Формат
- Дванадцять команд поділено на дві групи по 6 у кожній.
- Команди, що посіли перші чотири місця у групах, потрапляють до плей-оф.
- Команди, що посіли п'яті місця у групах, змагаються в матчі за 9-те місце.
- Команди, які посіли шості місця у групах, змагаються в матчі за 11те місце.
- Чвертьфінальні пари формуються за такою схемою: A1 – B4, A2 – B3, A3 – B2, A4 – B1.
  - Команди, що програли у чвертьфіналах, змагаються в матчах за 5-те і 7-ме місця.
- Команди, які перемогли у півфіналах, грають у фіналі, а ті, що програли, грають у матчі за 3-тє місце.

У разі однакової кількости очок у груповому турнірі:
1. Результати особистих зустрічей
2. Краще процентне співвідношення набраних і пропущених очок в особистій зустрічі

## Чоловічий турнір

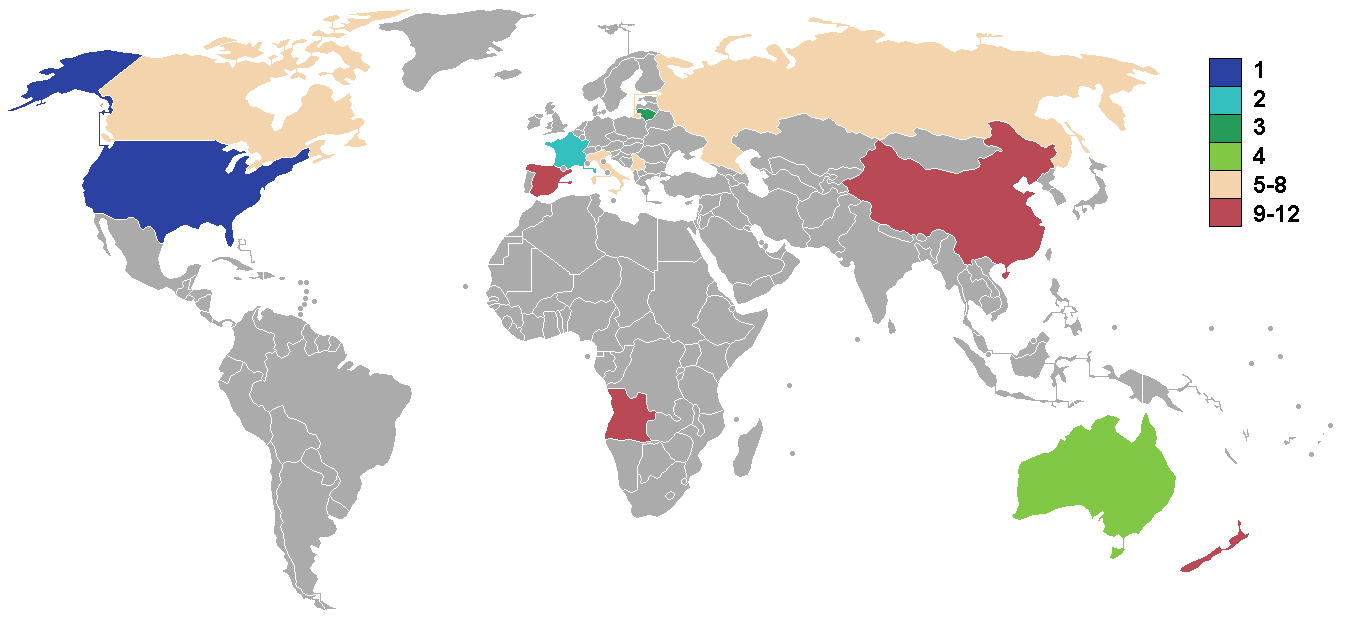
Чоловічі збірні 2000 року.

### Чемпіонська сітка
|  | Чвертьфінали (28 вересня) | Чвертьфінали (28 вересня) | Чвертьфінали (28 вересня) |         |              | Півфінали (29 вересня) | Півфінали (29 вересня) | Півфінали (29 вересня) |                     |                     | Фінал (1 жовтня)    | Фінал (1 жовтня)    | Фінал (1 жовтня) |
|  |                           |                           |                           |         |              |                        |                        |                        |                     |                     |                     |                     |                  |
|  | A1                        | США                       | 85                        |         |              |                        |                        |                        |                     |                     |                     |                     |                  |
|  | B4                        | Росія                     | 70                        |         |              |                        |                        |                        |                     |                     |                     |                     |                  |
|  | B4                        | Росія                     | 70                        |         | A1           | США                    | 85                     |                        |                     |                     |                     |                     |                  |
|  |                           |                           |                           |         | A1           | США                    | 85                     |                        |                     |                     |                     |                     |                  |
|  |                           | A3                        | Литва                     | 83      |              |                        |                        |                        |                     |                     |                     |                     |                  |
|  | B2                        | A3                        | Литва                     | 83      | ФР Югославія | 63                     |                        |                        |                     |                     |                     |                     |                  |
|  | B2                        |                           |                           |         | ФР Югославія | 63                     |                        |                        |                     |                     |                     |                     |                  |
|  | A3                        | Литва                     | 76                        |         |              |                        |                        |                        |                     |                     |                     |                     |                  |
|  |                           |                           |                           |         |              |                        |                        |                        |                     |                     | A1                  | США                 | 85               |
|  |                           |                           | A4                        | Франція | 75           |                        |                        |                        |                     |                     |                     |                     |                  |
|  | A2                        | Італія                    | 62                        |         |              |                        |                        |                        |                     |                     |                     |                     |                  |
|  | B3                        | Австралія                 | 65                        |         |              |                        |                        |                        |                     |                     |                     |                     |                  |
|  | B3                        | Австралія                 | 65                        |         | B3           | Австралія              | 52                     |                        | Матч за третє місце | Матч за третє місце | Матч за третє місце | Матч за третє місце |                  |
|  |                           |                           |                           |         | B3           | Австралія              | 52                     |                        | Матч за третє місце | Матч за третє місце | Матч за третє місце | Матч за третє місце |                  |
|  |                           | A4                        | Франція                   | 76      |              |                        |                        |                        |                     |                     |                     |                     |                  |
|  | B1                        | A4                        | Франція                   | 76      | Канада       | 63                     |                        | A3                     | Литва               | 89                  |                     |                     |                  |
|  | B1                        |                           |                           |         | Канада       | 63                     |                        | A3                     | Литва               | 89                  |                     |                     |                  |
|  | A4                        | Франція                   | 68                        |         |              |                        |                        |                        |                     |                     | B3                  | Австралія           | 71               |

## Жіночий турнір

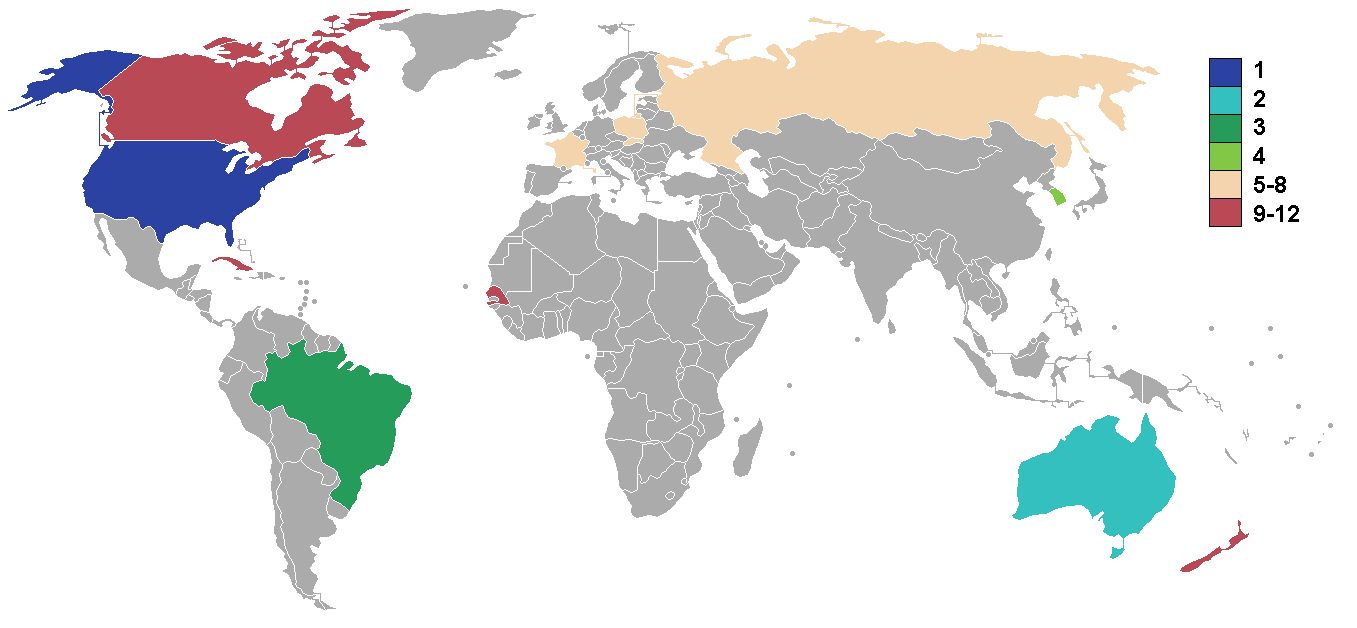
Жіночі збірні 2000 року.

### Чемпіонська сітка
|  | Чвертьфінали (27 вересня) | Чвертьфінали (27 вересня) | Чвертьфінали (27 вересня) |     |       | Півфінали (29 вересня) | Півфінали (29 вересня) | Півфінали (29 вересня) |                     |                     | Фінал (30 вересня)  | Фінал (30 вересня)  | Фінал (30 вересня) |
|  |                           |                           |                           |     |       |                        |                        |                        |                     |                     |                     |                     |                    |
|  | A1                        | Австралія                 | 76                        |     |       |                        |                        |                        |                     |                     |                     |                     |                    |
|  | B4                        | Польща                    | 48                        |     |       |                        |                        |                        |                     |                     |                     |                     |                    |
|  | B4                        | Польща                    | 48                        |     | A1    | Австралія              | 64                     |                        |                     |                     |                     |                     |                    |
|  |                           |                           |                           |     | A1    | Австралія              | 64                     |                        |                     |                     |                     |                     |                    |
|  |                           | A3                        | Бразилія                  | 52  |       |                        |                        |                        |                     |                     |                     |                     |                    |
|  | B2                        | A3                        | Бразилія                  | 52  | Росія | 67                     |                        |                        |                     |                     |                     |                     |                    |
|  | B2                        |                           |                           |     | Росія | 67                     |                        |                        |                     |                     |                     |                     |                    |
|  | A3                        | Бразилія                  | 68                        |     |       |                        |                        |                        |                     |                     |                     |                     |                    |
|  |                           |                           |                           |     |       |                        |                        |                        |                     |                     | A1                  | Австралія           | 54                 |
|  |                           |                           | B1                        | США | 76    |                        |                        |                        |                     |                     |                     |                     |                    |
|  | A2                        | Франція                   | 58                        |     |       |                        |                        |                        |                     |                     |                     |                     |                    |
|  | B3                        | Південна Корея            | 69                        |     |       |                        |                        |                        |                     |                     |                     |                     |                    |
|  | B3                        | Південна Корея            | 69                        |     | B3    | Південна Корея         | 65                     |                        | Матч за третє місце | Матч за третє місце | Матч за третє місце | Матч за третє місце |                    |
|  |                           |                           |                           |     | B3    | Південна Корея         | 65                     |                        | Матч за третє місце | Матч за третє місце | Матч за третє місце | Матч за третє місце |                    |
|  |                           | B1                        | США                       | 78  |       |                        |                        |                        |                     |                     |                     |                     |                    |
|  | B1                        | B1                        | США                       | 78  | США   | 58                     |                        | A3                     | Бразилія (OT)       | 84                  |                     |                     |                    |
|  | B1                        |                           |                           |     | США   | 58                     |                        | A3                     | Бразилія (OT)       | 84                  |                     |                     |                    |
|  | A4                        | Словаччина                | 43                        |     |       |                        |                        |                        |                     |                     | B3                  | Південна Корея      | 73                 |

## Підсумкове положення
| Місце                                   | Чоловіки      | Чоловіки | Чоловіки | Чоловіки | Жінки          | Жінки | Жінки | Жінки |
| Місце                                   | Збірна        | Ігри     | В        | П        | Збірна         | Ігри  | В     | П     |
| --------------------------------------- | ------------- | -------- | -------- | -------- | -------------- | ----- | ----- | ----- |
| 1                                       | США           | 8        | 8        | 0        | США            | 8     | 8     | 0     |
| 2                                       | Франція       | 8        | 4        | 4        | Австралія      | 8     | 7     | 1     |
| 3                                       | Литва         | 8        | 5        | 3        | Бразилія       | 8     | 4     | 4     |
| 4-те                                    | Австралія     | 8        | 4        | 4        | Південна Корея | 8     | 4     | 4     |
| Програли в чвертьфіналах                |               |          |          |          |                |       |       |       |
| 5-те                                    | Італія        | 7        | 4        | 3        | Франція        | 7     | 5     | 2     |
| 6-те                                    | ФР Югославія  | 7        | 4        | 3        | Росія          | 7     | 3     | 4     |
| 7-ме                                    | Канада        | 7        | 5        | 2        | Словаччина     | 7     | 3     | 4     |
| 8-ме                                    | Росія         | 7        | 3        | 4        | Польща         | 7     | 3     | 4     |
| Посіли 5-ті місця в попередньому раунді |               |          |          |          |                |       |       |       |
| 9-те                                    | Іспанія       | 6        | 2        | 4        | Куба           | 6     | 2     | 4     |
| 10-те                                   | КНР           | 6        | 2        | 4        | Канада         | 6     | 2     | 4     |
| Посіли 6-ті місця в попередньому раунді |               |          |          |          |                |       |       |       |
| 11-те                                   | Нова Зеландія | 6        | 1        | 5        | Нова Зеландія  | 6     | 1     | 5     |
| 12-те                                   | Ангола        | 6        | 0        | 6        | Сенегал        | 6     | 0     | 6     |